# Johann Vogel
Johann Louis François Vogel, född 8 mars 1977 i Genève, är en schweizisk före detta fotbollsspelare.

## Meriter
- Schweiziska ligan, 1994/1995, 1995/1996 och 1997/1998.
- Schweiziska cupen, 1994
- Eredivisie, 1999/2000, 2000/2001, 2002/2003 och 2004/2005
- Holländska cupen, 2004/2005
- Holländska supercupen, 2000, 2001 och 2003
- Guldskon(Bästa Holländska Spelaren för året), 2001
- EM 1996, EM 2004, VM 2006 och EM 2008